# 布拉捷耶沃區
布拉捷耶沃区（俄语：райо́н Брате́ево）是位於俄罗斯联邦直辖市莫斯科南行政区的一个区，它位于莫斯科东南部以及莫斯科河右岸。2010年人口102,600； 2002年人口94,644. 布拉捷耶沃區面积為7.63平方（2.95平方英里） 。 